# Жегалов, Андрей Алексеевич
Андре́й Алексе́евич Жега́лов (27 мая 1964, Ташкент, Узбекская ССР — 25 января 2007, Москва, Россия) — российский кинооператор, лауреат Государственной премии Российской Федерации (2003).

## Биография
В 1991 году закончил операторский факультет ВГИКа (мастерская кинооператора Александра Гальперина), с 1990 года работал на студии «Ленфильм». Первая крупная работа — «Замок» (реж. Алексей Балабанов).
Скончался на 43-м году жизни от инфаркта 25 января 2007 года.
Похоронен на Хованском кладбище.

Андрей Жегалов был выдающимся оператором, одним из лучших в России, и не только в России. Такая крупная, значительная картина «Остров» была бы без Андрея совсем другой. Он был очень талантливым, очень светлым человеком.
— Из интервью продюсера Сергея Сельянова

## Фильмография
1. 1994 — Замок
2. 1995 — Особенности национальной охоты
3. 1996 — Операция «С Новым годом!»
4. 1998 — Блокпост
5. 1998 — Мама, не горюй
6. 2000 — Чёрная комната
7. 2000 — Рождественская мистерия
8. 2002 — Кукушка
9. 2004 — Сапиенс
10. 2005 — Турецкий гамбит
11. 2005 — Брежнев
12. 2005 — Мама, не горюй 2
13. 2005 — Своя чужая жизнь
14. 2005 — Попса
15. 2006 — Перегон
16. 2006 — Остров
17. 2007 — Ветка сирени
18. 2007 — Русская игра

## Награды
- 1994 — Премия Ленинградского отделения Союза кинематографистов им. А. Москвина за лучшую операторскую работу (за фильм «Замок»)
- 1996 — Приз «Зеленое яблоко — золотой листок» за лучшую операторскую работу (за фильм «Особенности национальной охоты»)
- 2003 — Государственная премия Российской Федерации за фильм «Кукушка»
- 2007 — «Ника» лучшему оператору 2006 года (за фильм «Остров», посмертно)
- 2007 — «Золотой орёл» лучшему оператору 2006 года (за фильм «Остров», посмертно)
- 2007 — Премия киноизобразительного искусства «Белый квадрат» Гильдии кинооператоров России (фильм «Остров»)